# Chaerophyllopsis
Chaerophyllopsis, monotipaski biljni rod iz porodice štitarki.
Jedina vrsta je C. huai, jednogodišnja raslinja iz Tibeta i kineske pokrajine Yunnan